# Вайблингер, Вильгельм Фридрих
Вильгельм Фридрих Вайблингер (нем. Wilhelm Friedrich Waiblinger; 21 ноября 1804, Хайльбронн — 17 января 1830, Рим) — немецкий поэт и прозаик, в основном известный своей биографией Фридриха Гельдерлина.

## Биография
Детство и отрочество провёл сначала в Штутгарте, затем в Ройтлингене, для обучения в гимназии вернулся в Штутгарт, а с 1822 года учился в Тюбингенской семинарии. Гёльдерлин же, уже будучи психически больным, жил в Тюбингене у местного плотника. Вайблингер, как и Эдуард Мёрике, навещал старого поэта, выводил его на прогулку и впоследствии написал о нём книгу «Жизнь Гёльдерлина, его поэзия и безумие» (нем. Friedrich Hölderlin’s Leben, Dichtung und Wahnsinn; 1828). Эти встречи нашли отражение и в первом романе Вайблингера «Фаэтон», описывавшем жизнь гимназиста. Визиты Вайблингера и Мёрике к Гёльдерлину стали сюжетом рассказа Германа Гессе «В Пресселевском садовом домике» (1913).
В 1826 году по инициативе Иоганна Фридриха Котты Вайблингер отправился в Италию и поселился в Риме, женился на итальянке. Свою жизнь Италии он подробно описывал в опубликованном позднее дневнике. В 25-летнем возрасте Вайблингер скоропостижно скончался от воспаления лёгких, сборник его стихотворений был посмертно опубликован его другом Мёрике (1844).
Среди наиболее заметных произведений в наследии Вайблингера — повесть «Три дня в преисподней» (нем. Drei Tage in der Unterwelt; 1826) и опубликованный лишь в 1986 году рассказ «Олура», один из ранних образцов вампирской истории. Как отмечалось в Энциклопедии Брокгауза и Ефрона, книги и дневники Вайблингера «свидетельствуют о большой фантазии и поэтическом даровании, но вместе с тем о необузданной страстности и внутреннем разладе, приведшем поэта к недовольству собой и своей жизнью».
Умер от воспаления легких. Похоронен на Римском некатолическом кладбище.